# دیگنیتی
دیگنیتی یا فنگون آی‌ایکس۵، خودروی کراس‌اوور کوپه ساخت شرکت چینی دانگ‌فنگ است که در گروه دانگ‌فنگ نیسان ساخته شده است. این خودرو در سال ۲۰۱۸ در نمایشگاه خودروی پکن رونمایی شد. فنگون آی‌ایکس۵ در ایران با نام دیگنیتی توسط شرکت گروه بهمن مونتاژ و عرضه می‌شود.

## مشخصات فنی

### پرایم
دیگنیتی نخستین‌بار در سال ۲۰۱۸ در نمایشگاه خودروی پکن رونمایی شده بود.
مدل عرضه شدهٔ این خودرو در ایران مجهز به یک پیشرانهٔ ۱٫۵ لیتری ۴ سیلندر توربوشارژ است که توانایی تولید ۱۴۸ اسب بخار و حداکثر گشتاور ۲۲۰ نیوتن‌متر را دارد. جعبه‌دندهٔ این خودرو از نوع سی‌وی‌تی است.
با توجه به جعبه‌دندهٔ اتوماتیک CVT نصب شده بر روی دیگنیتی، پیشرانهٔ توربوشارژر دیگنیتی می‌تواند مصرف سوخت ۱۰٫۴ لیتری در شهر، مصرف سوخت ۵٫۴ لیتری خارج از شهر و به صورت ترکیبی، مصرف سوخت ۷٫۵ لیتری به ازای کارکرد ۱۰۰ کیلومتری داشته باشد، هرچند این میزان سوخت مصرفی در شرایط کاملاً استاندارد خودرو و جاده به‌دست آمده است که در استفاده‌های واقعی مصرف سوخت بالاتری تجربه خواهید کرد.

### پرستیژ
اما دو سال بعد از عرضه دیگنیتی پرایم توسط بهمن موتور، یعنی در پاییز سال ۱۴۰۱، مدل پرقدرت و با امکانات بیشتر از این کراس اوور کوپه سایز متوسط با نام دیگنیتی پرستیژ به دست مشتریان ایرانی رسید. این خودرو از لحاظ قوای فنی، امکانات و طراحی ظاهری تحولات متعددی نسبت به مدل پرایم داشته است. دیگنیتی پرستیژ با موتور ۲ لیتری ۴ سیلندر توربوشارژ با قدرت ۲۳۰ اسب بخار با فناوری گروه فیات کرایسلر در بازار ایران عرضه شد. هدف از تولید دیگنیتی پرستیژ افزایش راندمان قوای محرکه و ترغیب بیشتر جوانان به این خودروی جدید و به‌روز بوده است. موتور ۲ لیتری این خودرو از طریق گیربکس اتوماتیک ۶ سرعته AT6 ساخت شرکت پاوِر تِک (Power Tech) کرهِ جنوبی که زیر مجموعه شرکت هیوندای می‌باشد به محور جلو منتقل می‌شود. در نهایت چرخ‌های ۲۰ اینچی آلیاژی هم وظیفهٔ انتقال نیرو را به جاده برعهده می‌گیرند. در بحث امکانات، دیگنیتی پرستیژ، مجهز به شارژر وایرلس است که در نسخه پرایم دیده نمی‌شود اما به دلیل طراحی متفاوت سپر جلو، خبری از سنسور جلو در لیست امکانات دیگنیتی پرستیژ نیست.

## امکانات
- ترمز ضد قفل ABS و ترمز کمکی EBA
- سامانه‌های کنترل پایداری EBD ,PEPS و TCS
- سامانهٔ کنترل حرکت خودرو در سراشیبی
- کیسه‌های هوای راننده و سرنشین
- کیسه‌های هوای جانبی
- کیسه هوای پرده‌ای
- کمربندهای قابل تنظیم ارتفاع
- هشدار کمربند
- ایزوفیکس
- حسگرهای پارک جلو و عقب
- قفل مرکزی
- برف‌پاک‌کن خودکار (مجهز به حسگر باران)
- یخ‌زدای شیشهٔ جلو
- آینه‌های برقی قابل تنظیم و تاشوندهٔ الکتریکی
- شیشه‌های برقی جلو و عقب
- آنتن باله کوسه
- بالچهٔ عقب
- خروجی ۱۲ ولت جلو و عقب
- گرم‌کن صندلی‌های جلو
- قابلیت تنظیم چهار جهتهٔ صندلی عقب
- رابط USB
- بلوتوث
- نمایشگر ۱۰٫۲۵ اینچی
- ۶ بلندگو
- حسگر روشنایی
- نشانگرهای LED
- مه‌شکن جلو و عقب
- تهویهٔ مطبوع خودکار با میکروفیلتر
- دریچه‌های تهویه برای سرنشینان عقب
- سامانهٔ ورود بدون کلید
- دوربین پارک
- ترمز پارک برقی

## نگارخانه

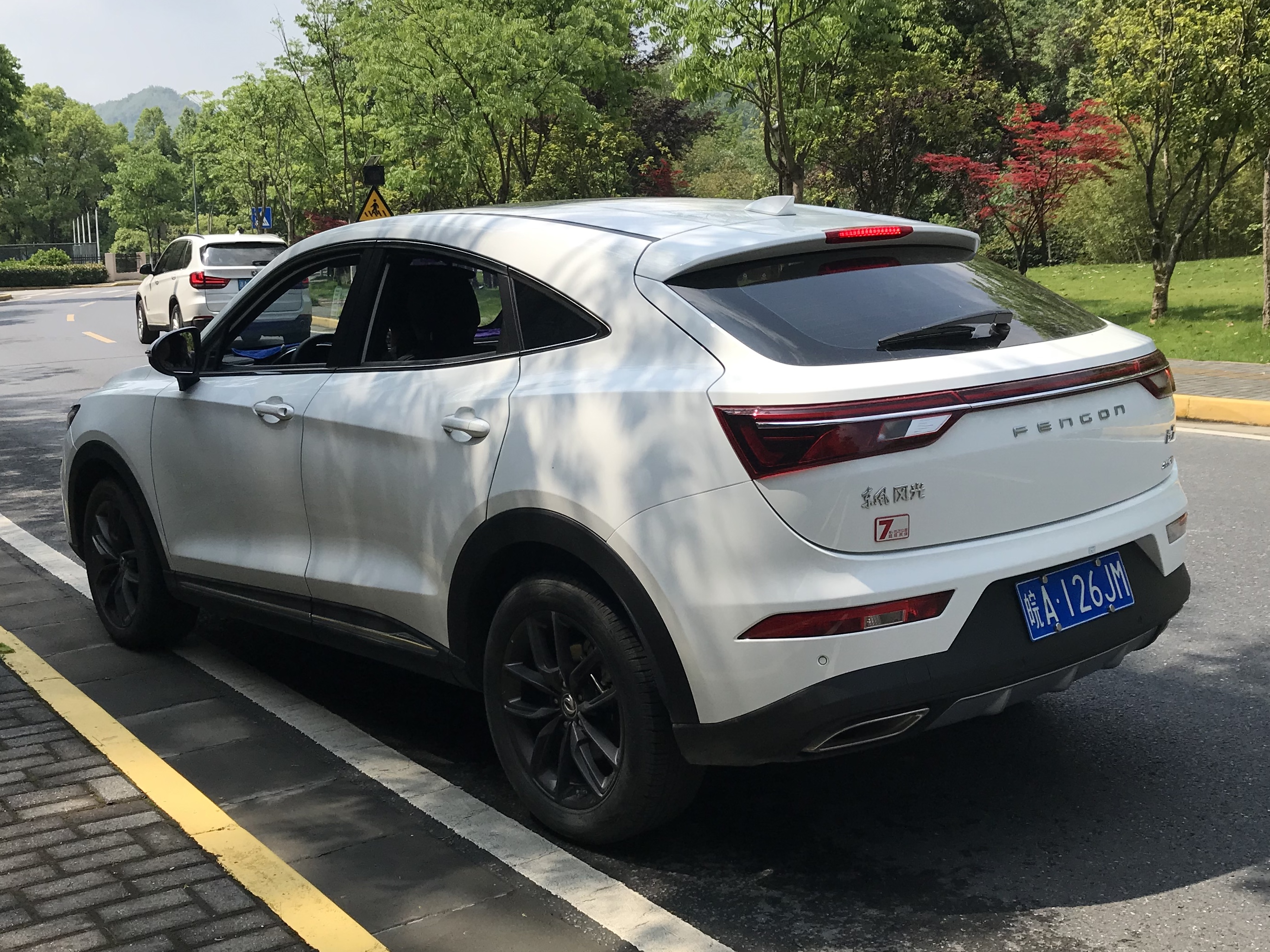
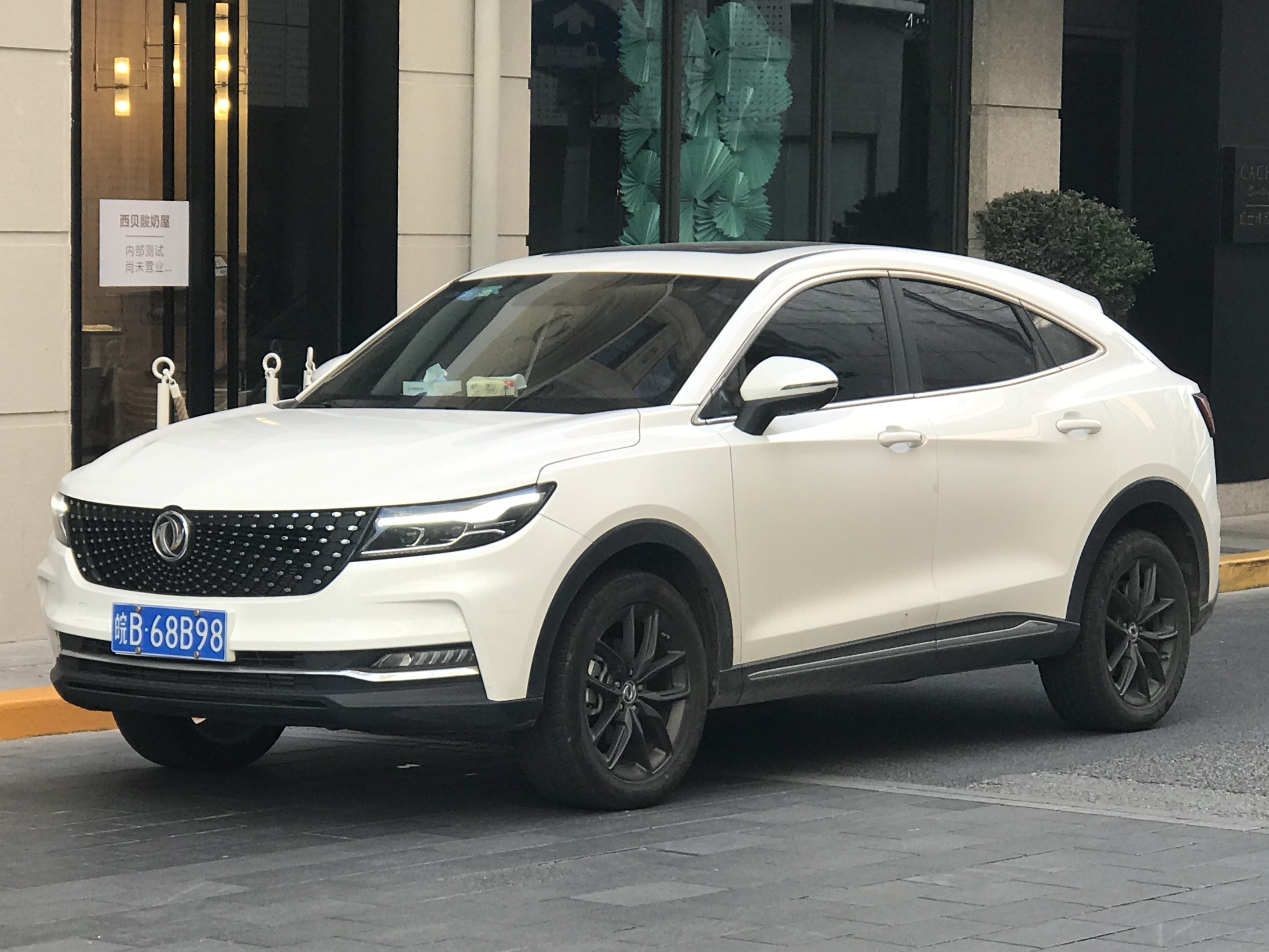
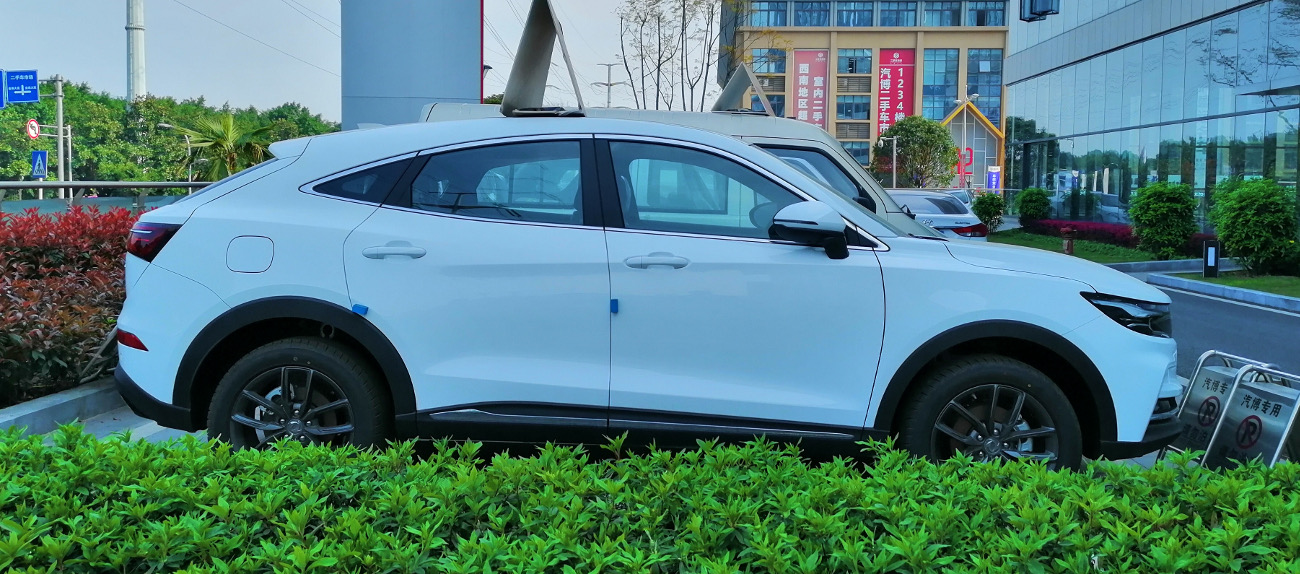
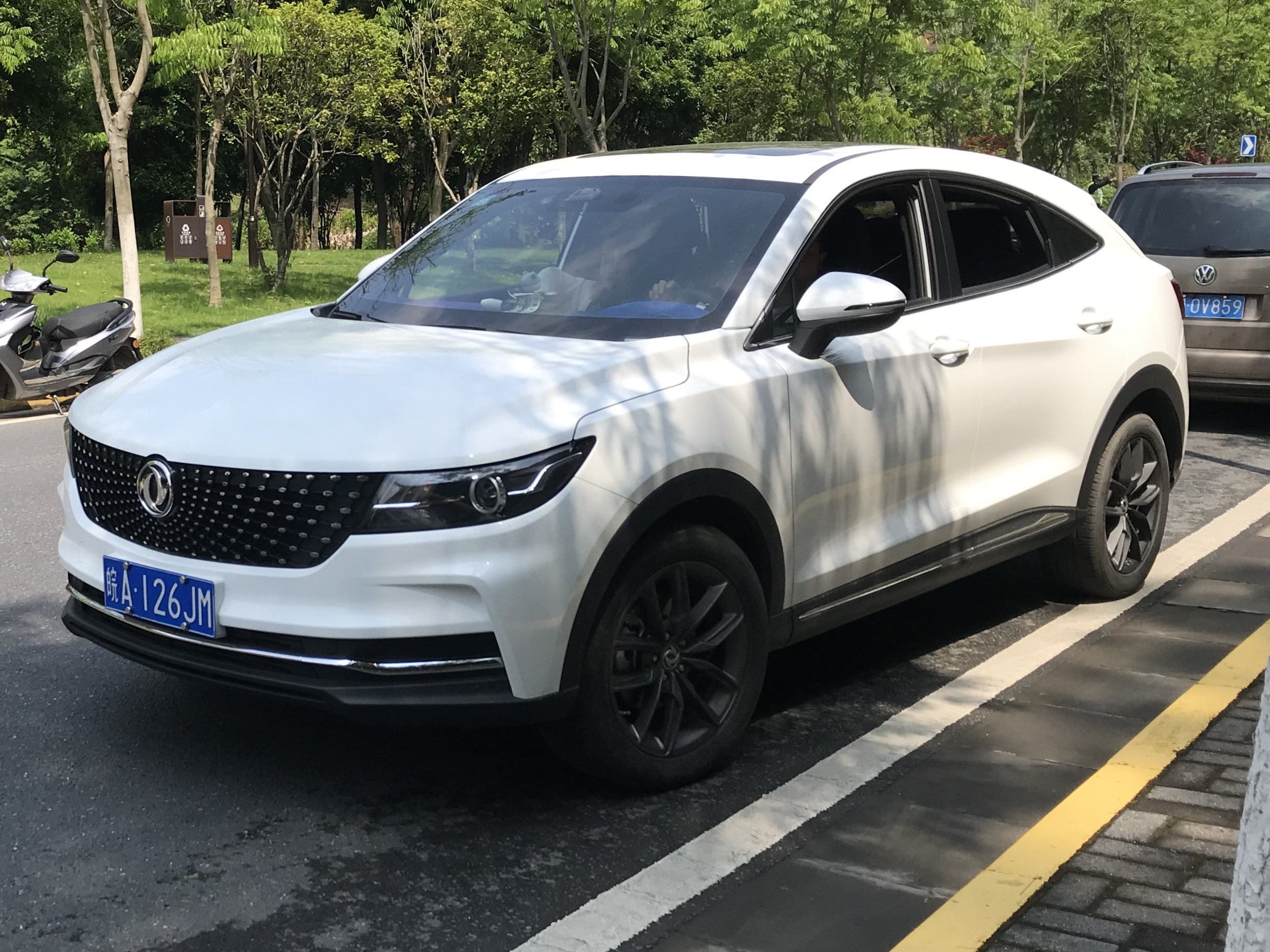
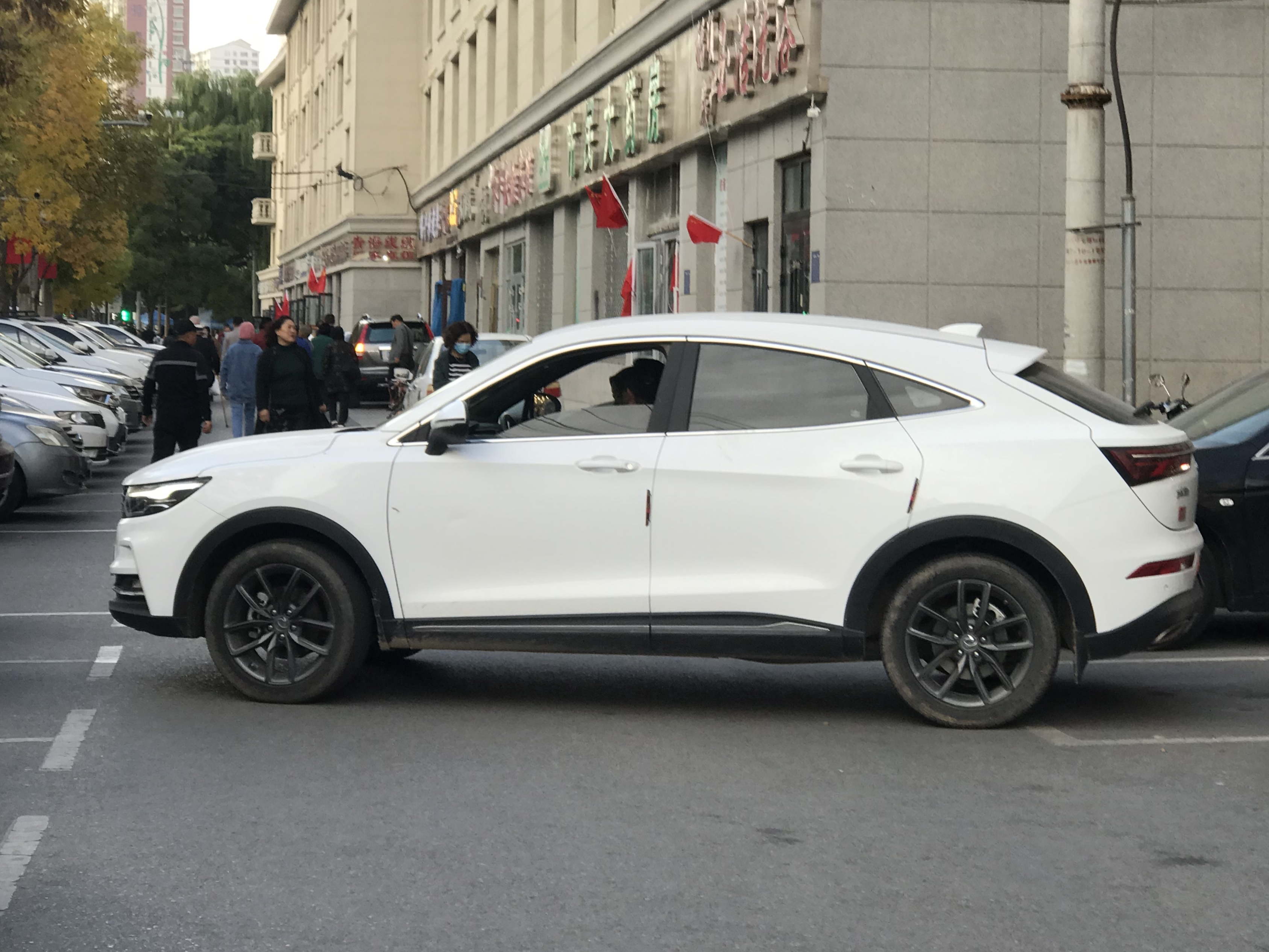
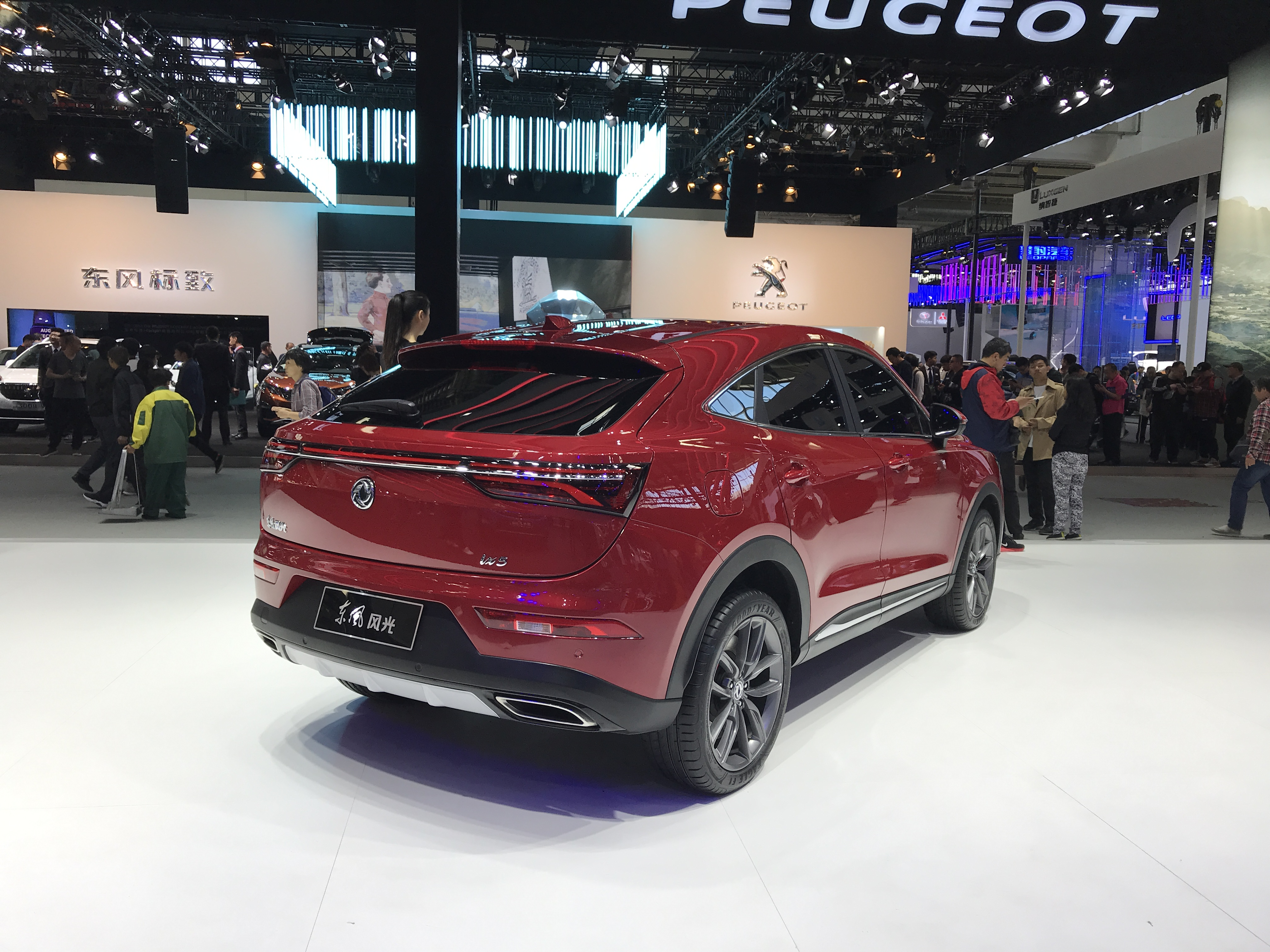